# 방우영
방우영(方又榮, 1928년 1월 22일 ~ 2016년 5월 8일)은 대한민국의 언론인, 기업인이다. 《조선일보》 사장·회장·명예회장, 연세대학교 이사장을 지냈다. 본관은 온양(溫陽)이고, 호는 일민(逸民)이다.
1952년 조선일보 공무국 견습생으로 입사, 8년간 사회부·경제부 기자로 일한 뒤 1962년 조선일보 상무로 복귀해 1963년 발행인, 1964년 전무 대표이사가 됐다. 1970년엔 대표이사 사장 등을 역임했다. 1960년 조선일보 계열사인 아카데미극장 대표를 맡았다.

## 생애

### 생애 전반
1928년 1월 22일 평안북도 정주군에서 아버지 방재윤(方在胤)과 어머니 이성춘(李成春)의 셋째 아들로 태어났다. 형은 방일영이고, 둘째 형 방필영은 2세 때 병으로 사망했다. 호는 일민(逸民)이다. 제9대 조선일보 사장 방응모의 양손자이다. 본래 방응모의 친형 방응곤의 손자이다. 양할아버지이자 종조할아버지인 방응모은 본 부인 승계도에게서 아들 둘을 얻었지만 요절했다. 방일영과 방우영 형제는 방응곤의 차남인 아버지 방재윤이 숙부 방응모의 양자로 가면서 방응모의 양손자가 되었다. 
그가 태어날 당시 방응모는 "일등인 형(일영)과 더불어 또 번영하라는 뜻에서 우영이라고 하자"며 손수 손자의 이름을 지었다. 그러나 1940년 4월 아버지 방재윤이 정주군의 나무 심기 사업에 출장갔다가 병원에 입원, 이때 간호사가 잘못 놓은 주사를 맞고 사망하여 할아버지 방응모에 의해 양육되었다.
네 살 때 아이들과 놀다가 떨어져 다쳤는데, 이때 차를 타고 경성의전으로 가서 수술을 받고 살아났다한다.
1940년 조선총독부의 탄압으로 조선일보가 폐간당한 해 정주에서 조일심상 소학교를 졸업했다. 양할아버지 방응모를 따라 경기도 양주군 시둔면 가능리(현, 의정부 가능동)로 이주한 뒤, 서울로 유학하여 경성 경신고등보통학교를 거쳐 연세대학교 상과를 졸업했다. 6.25 전쟁 당시 피난갔다가 다시 서울로 귀환했다. 이후 형 방일영과 함께 조선일보를 재건하는 데 주력했다.
1959년에 이선영과 결혼했는데, 이선영의 친정어머니가 역사학자 호암 문일평의 딸이었다. 방응모와 문일평은 가깝게 지냈고, 문일평의 아들 중 한 명인 문동표는 조선일보사에 입사해서 편집국장을 역임하기도 했다. 1959년 5월 15일 이선영과 결혼식을 올렸는데, 이때 주례는 고려대학교 총장을 지낸 유진오가 서고 송인상 재무부장관이 축사를 하였다.

### 조선일보의 경영자
1952년 조선일보 공무국 견습생으로 입사, 8년간 사회부·경제부 기자로 일한 뒤 1960년 잠시 조선일보 계열사인 아카데미극장 대표를 맡았다.
1962년 조선일보 상무로 복귀해 1963년 발행인, 1964년 조선일보 전무 대표이사가 됐다. 1970년엔 대표이사 사장에 취임했다. 형 방일영이 1970년까지도 경영권을 행사하여, 1970년부터 실질적인 경영권을 넘겨받아 조선일보의 성장기를 주도하게 된다.
방우영 사장은 1등 신문 조선일보에 대한 압도적인 지배력을 행사했다. 대한민국 정·관·언론계에 막대한 영향력을 행사하며 ‘밤의 대통령’이라는 별명을 얻기도 했다.
1970년대부터 반공과 안보제일주의를 조선일보의 주요 가치로 내세워 왔다. 1960∼70년대 중앙정보부 국내정보국 언론담당관으로 조선일보를 담당했던 미주지역 동포운동가 박기식은 2001년 '민족21' 12월호에서 "현재 조선일보 논조의 근원은 바로 방우영"이라고 밝힌 바 있다. 1971년 대선 전 중정 상황실에 각 신문사 발행인들을 모아 북한 영상물을 보여줬는데 김일성 주석이 간부들에게 뭔가 이야기하는 모습이 나오자 김일성을 향해 삿대질을 하며 심한 욕설을 퍼부었다고 증언했다.
1975년 형 방일영이 사재(私財)를 털어 '방일영장학회'를 법인으로 발족했다. 방우영은 형 방일영과 형제가 보유한 15%를 재단의 기금으로 새로 출연하는데 동참, 20년간 운영되어 왔던 '방일영장학회'의 장학기금 15억여 원을 합해 그 해 11월 비영리 공익법인으로 방일영장학회(재단)을 설립했다.
1980년 《월간조선》을 창간했다. 1981년 한국언론연구원 초대 이사장과 연세대학교 동문회장을 각각 맡았으며, 중앙대에서 명예법학박사 학위를 받았다. 1984년에는 연세대에서 명예문학박사 학위를 받았다. 1985년 동탑산업훈장을 수훈했고 프랑스 니스 시(市)로부터 명예시민금장과 감사장을 받았다. 1987년 한독(韓獨)협회 회장에 취임했다.
1990년 스포츠조선을 창간했다. 1993년 방일영의 아들인 조카 방상훈에게 사장 자리를 물려주고 조선일보 회장이 되었다.
1994년 ‘고당 조만식선생 기념사업회’ 이사장, 1997년 연세대학교 재단이사장에 각각 취임했다.

### 생애 후반
2003년 3월 26일 조선일보 회장직에서 물러나고, 조선일보 명예회장에 추대됐다. 조선일보측은 방우영 회장의 사임과 관련, "방 회장이 연세가 많이 드셔서 이전부터 75세에 물러나겠다는 뜻을 여러 차례 밝혀왔다"며 "건강상의 문제나 다른 문제로 사임한 것은 아니다"고 밝혔다.
2006년 9월 경기 의정부시 가능동 선산에서 가족 추모 행사를 마치고 승용차로 귀가하다가 신원미상의 괴한 2명에 의해 벽돌로 차 유리창이 찍히는 습격을 받았다. 2006년 10월의 대한민국 국정감사에서 한나라당 김기춘 의원은 테러 사건의 습격 배후가 북한일 가능성이 있다고 주장했다.
2008년 55년 동안 언론계 생활을 정리한 팔순 회고록 ‘나는 아침이 두려웠다’를 펴내면서 “밤새 전쟁을 치르듯 만든 신문이 독자들에게 전해지는 매일 아침 신문을 펼치는 독자들이 우리 신문에 만족할지 언제나 가슴 떨렸다”고 회고했다.
2010년 조선일보 상임고문으로 추대됐다. 2016년 5월 8일 오전 11시 7분 숙환으로 별세했다.

## 학력
- 서울경신고등학교
- 연세대학교 경영학 학사

## 경력
- 1964 ~ 1993년 조선일보 사장
- 1997년 ~ 연세대학교 이사장
- 1994 제3대 고당 조만식선생 기념사업회 이사장
- 2003년 ~ 조선일보 명예회장
- 2004년 방일영문화재단 이사
- 한국신문인협회 부회장
- 한국신문인협회 고문
- 한국언론연구원 이사장
- 조선일보사 고문

## 가계
- 생조부: 방응곤(方應坤, 방응모의 친형)
- 양조부: 방응모(方應謨, 1883년 ~ 1950년)
  - 아버지: 방재윤(方在允, 1902년 - 1940년, 방응곤의 차남)
  - 어머니: 이성춘(李成春)
    - 형: 방일영(方一榮, 1923년 11월 26일~2003년 8월 8일)
    - 형수: 박현숙(朴賢淑, 기독교 집사)
      - 조카: 방상훈(方相勳, 기업인 겸 언론인)[11]
      - 조카: 방용훈(方容勳, 1952년 ~2021년,)

  - 형 : 방필영(方必榮, 1924년 ~ 1926년)
  - 누나 : 방숙영(? ~ 1951년 1월)
- 배우자: 이선영, 호암 문일평의 외손녀
  - 장녀: 방혜성(1960년 ~ ):태평양학원 이사[12]
  - 첫째 사위: 서영배(徐榮培, 태평양개발 회장) - 서성환 태평양그룹 회장의 아들, 서경배 아모레퍼시픽 회장의 형
  - 차녀: 방윤미
  - 삼녀: 방혜신
  - 셋째 사위: 정연욱(鄭然旭, 경남에너지 부회장) - 정재문의 아들
  - 장남: 방성훈(方聖勳, 1973년 4월 3일 ~ , 스포츠조선 대표이사[13])
  - 며느리: 최강민 - 최창근 고려아연 회장 딸[14]
- 숙부: 방재선(方在善, 1944년 ~)
- 숙부: 방재효(方在孝, 1946년 ~)
- 숙부: 방재규(方在奎, 1948년 ~)

## 같이 보기
- 조선일보
- 방일영
- 방응모
- 방상훈
- 방성훈
- 방용훈
- 윤치호
- 윤영선
- 허광수

## 참고 자료
- 이희용 (2003년 9월 1일). “화제의 인물 / 고 방일영 전 조선일보 회장 발자취”. 신문과방송. 2016년 3월 10일에 원본 문서에서 보존된 문서. 2007년 12월 6일에 확인함.